# Kieler Sportvereinigung Holstein von 1900 2005-2006
Questa voce raccoglie le informazioni riguardanti il Kieler Sportvereinigung Holstein von 1900 nelle competizioni ufficiali della stagione 2005-2006.

## Stagione
Nella stagione 2005-2006 l'Holstein Kiel, allenato da Frank Neubarth, concluse il campionato di Regionalliga nord al 4º posto. In Coppa di Germania l'Holstein Kiel fu eliminato al primo turno dall'Unterhaching.

## Rosa
| N. |                        | Ruolo | Calciatore         |
| -- | ---------------------- | ----- | ------------------ |
| 1  | Germania (bandiera)    | P     | Simon Henzler      |
| 2  | Russia (bandiera)      | D     | Aleksey Spasskov   |
| 3  | Germania (bandiera)    | D     | Jan Sandmann       |
| 4  | Germania (bandiera)    | D     | Sven Boy           |
| 5  | Germania (bandiera)    | D     | Frank Paulus       |
| 6  | Germania (bandiera)    | D     | Michael Molata     |
| 7  | Germania (bandiera)    | C     | Thomas Piorunek    |
| 9  | Rep. Ceca (bandiera)   | A     | Pavel Dobrý        |
| 10 | Stati Uniti (bandiera) | A     | Ryan Coiner        |
| 11 | Germania (bandiera)    | C     | Philipp Heithölter |
| 13 | Germania (bandiera)    | A     | Patrick Würll      |
| 14 | Germania (bandiera)    | C     | Henning Grieneisen |
| 15 | Australia (bandiera)   | C     | Marton Vass        |
| 16 | Germania (bandiera)    | C     | Marc Nielsen       |

| N. |                     | Ruolo | Calciatore            |
| -- | ------------------- | ----- | --------------------- |
| 17 | Germania (bandiera) | C     | Fin Bartels           |
| 18 | Germania (bandiera) | C     | Torben Tutas          |
| 19 | Germania (bandiera) | A     | Christopher Hauptmann |
| 20 | Germania (bandiera) | C     | Michael Niedrig       |
| 21 | Germania (bandiera) | C     | Mike Rietpietsch      |
| 22 | Germania (bandiera) | C     | Thorsten Rohwer       |
| 23 | Germania (bandiera) | C     | Björn Lindemann       |
| 24 | Germania (bandiera) | P     | Henrik Preuß          |
| 25 | Germania (bandiera) | P     | Adrian Horn           |
| 26 | Germania (bandiera) | A     | André Breitenreiter   |
| 28 | Turchia (bandiera)  | C     | Hüseyin Dogan         |
| 30 | Germania (bandiera) | C     | Heiko Petersen        |
|    | Germania (bandiera) | C     | Matthias Hummel       |

## Organigramma societario
Area tecnica
- Allenatore: Frank Neubarth
- Allenatore in seconda: Volker Manz
- Preparatore dei portieri: Klaus Thomforde
- Preparatori atletici:
- Analisi video:

## Calciomercato

### Sessione estiva
| Acquisti | Acquisti           | Acquisti             | Acquisti |
| R.       | Nome               | da                   | Modalità |
| -------- | ------------------ | -------------------- | -------- |
| A        | Ryan Coiner        | Union Berlino        |          |
| C        | Henning Grieneisen | Arminia Bielefeld    |          |
| C        | Philipp Heithölter | Arminia Bielefeld    |          |
| P        | Adrian Horn        | Amburgo II           |          |
| C        | Michael Niedrig    | Colonia              |          |
| C        | Marc Nielsen       | St. Pauli            |          |
| D        | Frank Paulus       | Alemannia Aquisgrana |          |
| C        | Heiko Petersen     | Hoffenheim           |          |
| C        | Marton Vass        | APIA Leichhardt      |          |

| Cessioni | Cessioni           | Cessioni         | Cessioni |
| R.       | Nome               | a                | Modalità |
| -------- | ------------------ | ---------------- | -------- |
| A        | Salim Djefaflia    | Holstein Kiel II |          |
| P        | Tobias Duffner     | Brinkumer SV     |          |
| D        | Adel Guemari       | Holstein Kiel II |          |
| C        | Niels Hansen       | Friburgo         |          |
| A        | Christian Haufe    | Grimma           |          |
| D        | Christoph Lange    | Bavenstedt       |          |
| C        | Timo Schultz       | St. Pauli        |          |
| C        | Dennis Tornieporth | St. Pauli        |          |

### Sessione invernale
| Acquisti | Acquisti         | Acquisti | Acquisti |
| R.       | Nome             | da       | Modalità |
| -------- | ---------------- | -------- | -------- |
| C        | Mike Rietpietsch | Duisburg |          |

| Cessioni | Cessioni     | Cessioni        | Cessioni |
| R.       | Nome         | a               | Modalità |
| -------- | ------------ | --------------- | -------- |
| C        | Stefan Kühne | Carl Zeiss Jena |          |

## Risultati

### Regionalliga

#### Girone di andata
| Arbitro: | Kuhl |

|  |           |            |
|  | Marcatori | 15’ Coiner |

| Kiel 2 agosto 2005, ore 19:30 CEST 2ª giornata | Holstein Kiel | 0 – 0 referto | Wuppertal | Holstein-Stadion (4 270 spett.)\| Arbitro: \| Lupp \| |
| Arbitro:                                       | Lupp          |               |           |                                                       |

| Arbitro: | Borsch |

|  |           |            |
|  | Marcatori | 33’ Molata |

| Arbitro: | Hagen |

|                                 |           |  |
| Breitenreiter 37’ Lindemann 63’ | Marcatori |  |

| Arbitro: | Fischer |

|                             |           |           |
| Noutsos 13’, 57’ Yilmaz 46’ | Marcatori | 2’ Coiner |

| Arbitro: | Joerend |

|                                    |           |                      |
| Sandmann 54’ Niedrig 78’ Würll 88’ | Marcatori | 1’ Görke 59’ Schmidt |

| Arbitro: | Anklam |

|  |           |                     |
|  | Marcatori | 9’ Dobrý 46’ Coiner |

| 10 settembre 2005 8ª giornata |  | – turno di riposo |  |  |

| Arbitro: | Fischer |

|                           |           |                               |
| Dobrý 43’, 53’ Coiner 86’ | Marcatori | 52’, 71’ (rig.) Reichenberger |

| Arbitro: | Borsch |

|            |           |                         |
| Toborg 42’ | Marcatori | 38’ Coiner 61’ Sandmann |

| Arbitro: | Gräfe |

|                              |           |          |
| Lindemann 61’ Dobrý 71’, 90’ | Marcatori | 90’ Löbe |

| Arbitro: | Gorniak |

|  |           |                      |
|  | Marcatori | 6’ Molata 86’ Coiner |

| Arbitro: | Kinhöfer |

|                                     |           |            |
| Molata 6’, 9’ Coiner 30’ Rohwer 32’ | Marcatori | 47’ Meggle |

| Arbitro: | Aytekin |

|                                           |           |  |
| Fillinger 43’ MacDonald 59’ Kučuković 90’ | Marcatori |  |

| Arbitro: | Metzger |

|              |           |                  |
| Spasskov 24’ | Marcatori | 90’ Schierenbeck |

| Arbitro: | Maier |

|                      |           |                          |
| Lindemann 23’ (aut.) | Marcatori | 42’ Würll 62’, 90’ Dobrý |

| Arbitro: | Grudzinski |

|                |           |                                  |
| Würll 44’, 79’ | Marcatori | 57’ (rig.) Cannizzaro 90’ Spahic |

| Arbitro: | Gagelmann |

|  |           |                           |
|  | Marcatori | 27’, 90’ Molata 87’ Dobrý |

| Arbitro: | Schriever |

|                           |           |                                                |
| Dobrý 30’ Coiner 63’, 90’ | Marcatori | 25’ (aut.) Lindemann 45’ Feinbier 50’ Lambertz |

#### Girone di ritorno
| Arbitro: | Wenkel |

|              |           |  |
| Piorunek 17’ | Marcatori |  |

| Wuppertal 9 dicembre 2005, ore 19:00 CET 21ª giornata | Wuppertal | 0 – 0 referto | Holstein Kiel | Stadion am Zoo (3 931 spett.)\| Arbitro: \| Wagner \| |
| Arbitro:                                              | Wagner    |               |               |                                                       |

| Arbitro: | Willenborg |

|                            |           |  |
| Sandmann 55’ Lindemann 70’ | Marcatori |  |

| Arbitro: | Kuhl |

|                      |           |           |
| Salihović 89’ (rig.) | Marcatori | 14’ Dobrý |

| Arbitro: | Anklam |

|  |           |            |
|  | Marcatori | 85’ Gockel |

| Arbitro: | Schempershauwe |

|  |           |                           |
|  | Marcatori | 3’, 66’ Würll 84’ Niedrig |

| Arbitro: | Schößling |

|              |           |                       |
| Piorunek 70’ | Marcatori | 30’ Sykora 42’ Hähnge |

| 11 marzo 2006 27ª giornata |  | – turno di riposo |  |  |

| Arbitro: | Sahler |

|                                 |           |                                   |
| Feldhoff 47’ (rig.), 59’ (rig.) | Marcatori | 39’ Rietpietsch 67’ Boy 86’ Dobrý |

| Arbitro: | Bippen |

|                         |           |                              |
| Molata 61’ Sandmann 65’ | Marcatori | 12’ (rig.) Toborg 47’ Özkaya |

| Arbitro: | Henschel |

|                           |           |                   |
| Lorenzón 10’ van Lent 58’ | Marcatori | 12’ Breitenreiter |

| Arbitro: | Otte |

|                                                           |           |          |
| Niedrig 2’, 36’ Breitenreiter 4’ Coiner 24’ Lindemann 64’ | Marcatori | 3’ Chihi |

| Arbitro: | Gagelmann |

|                          |           |                     |
| Meggle 45’ Scharping 80’ | Marcatori | 15’ Niedrig 83’ Boy |

| Arbitro: | Brych |

|                               |           |  |
| Breitenreiter 18’, 89’ (rig.) | Marcatori |  |

| Arbitro: | Welz |

|                                           |           |  |
| Polenz 14’ Schachten 78’ Schierenbeck 83’ | Marcatori |  |

| Kiel 6 maggio 2006, ore 14:00 CEST 35ª giornata | Holstein Kiel | 0 – 0 referto | Rot-Weiß Erfurt | Holstein-Stadion (3 915 spett.)\| Arbitro: \| Wagner \| |
| Arbitro:                                        | Wagner        |               |                 |                                                         |

| Arbitro: | Lupp |

|                               |           |                |
| Gerster 30’ (rig.) Spahic 73’ | Marcatori | 53’ Heithölter |

| Arbitro: | Seemann |

|                                          |           |             |
| Rietpietsch 3’ Molata 48’, 53’ Dobrý 76’ | Marcatori | 55’ Bärwolf |

| Arbitro: | Joerend |

|                                |           |  |
| Lambertz 34’, 77’ Feinbier 57’ | Marcatori |  |

### Coppa di Germania
| Arbitro: | Gagelmann |

|  |           |                        |
|  | Marcatori | 50’ Marić 87’ Sobotzik |

## Statistiche

### Statistiche di squadra
| Competizione      | Punti | In casa | In casa | In casa | In casa | In casa | In casa | In trasferta | In trasferta | In trasferta | In trasferta | In trasferta | In trasferta | Totale | Totale | Totale | Totale | Totale | Totale | DR  |
| Competizione      | Punti | G       | V       | N       | P       | Gf      | Gs      | G            | V            | N            | P            | Gf           | Gs           | G      | V      | N      | P      | Gf     | Gs     | DR  |
| ----------------- | ----- | ------- | ------- | ------- | ------- | ------- | ------- | ------------ | ------------ | ------------ | ------------ | ------------ | ------------ | ------ | ------ | ------ | ------ | ------ | ------ | --- |
| Regionalliga nord | 66    | 18      | 10      | 6       | 2       | 38      | 19      | 18           | 9            | 3            | 6            | 26           | 23           | 36     | 19     | 9      | 8      | 64     | 42     | +22 |
| Coppa di Germania | -     | 1       | 0       | 0       | 1       | 0       | 2       | 0            | 0            | 0            | 0            | 0            | 0            | 1      | 0      | 0      | 1      | 0      | 2      | -2  |
| Totale            | 66    | 19      | 10      | 6       | 3       | 38      | 21      | 18           | 9            | 3            | 6            | 26           | 23           | 37     | 19     | 9      | 9      | 64     | 44     | +20 |

### Andamento in campionato
| Giornata  | 1 | 2 | 3 | 4 | 5 | 6 | 7 | 8 | 9 | 10 | 11 | 12 | 13 | 14 | 15 | 16 | 17 | 18 | 19 | 20 | 21 | 22 | 23 | 24 | 25 | 26 | 27 | 28 | 29 | 30 | 31 | 32 | 33 | 34 | 35 | 36 | 37 | 38 |
| --------- | - | - | - | - | - | - | - | - | - | -- | -- | -- | -- | -- | -- | -- | -- | -- | -- | -- | -- | -- | -- | -- | -- | -- | -- | -- | -- | -- | -- | -- | -- | -- | -- | -- | -- | -- |
| Luogo     | T | C | T | C | T | C | T |   | C | T  | C  | T  | C  | T  | C  | T  | C  | T  | C  | C  | T  | C  | T  | C  | T  | C  |    | T  | C  | T  | C  | T  | C  | T  | C  | T  | C  | T  |
| Risultato | V | N | V | V | P | V | V |   | V | V  | V  | V  | V  | P  | N  | V  | N  | V  | N  | V  | N  | V  | N  | P  | V  | P  |    | V  | N  | P  | V  | N  | V  | P  | N  | P  | V  | P  |
| Posizione | 7 | 6 | 5 | 3 | 6 | 5 | 2 | 4 | 3 | 3  | 2  | 2  | 1  | 2  | 2  | 2  | 2  | 1  | 1  | 1  | 1  | 1  | 1  | 2  | 1  | 2  | 3  | 2  | 3  | 4  | 3  | 3  | 3  | 3  | 4  | 4  | 3  | 4  |

Legenda:

Luogo: C = Casa; T = Trasferta. Risultato: V = Vittoria; N = Pareggio; P = Sconfitta.

### Statistiche dei giocatori
| Giocatore        | Regionalliga nord | Regionalliga nord | Regionalliga nord | Regionalliga nord | Coppa di Germania | Coppa di Germania | Coppa di Germania | Coppa di Germania | Totale   | Totale | Totale      | Totale     |
| Giocatore        | Presenze          | Reti              | Ammonizioni       | Espulsioni        | Presenze          | Reti              | Ammonizioni       | Espulsioni        | Presenze | Reti   | Ammonizioni | Espulsioni |
| ---------------- | ----------------- | ----------------- | ----------------- | ----------------- | ----------------- | ----------------- | ----------------- | ----------------- | -------- | ------ | ----------- | ---------- |
| F. Bartels       | 15                | 0                 | 2                 | 0                 | 0                 | 0                 | 0                 | 0                 | 15       | 0      | 2           | 0          |
| S. Boy           | 17                | 2                 | 0                 | 0                 | 0                 | 0                 | 0                 | 0                 | 17       | 2      | 0           | 0          |
| A. Breitenreiter | 32                | 5                 | 8                 | 0                 | 1                 | 0                 | 1                 | 0                 | 33       | 5      | 9           | 0          |
| R. Coiner        | 30                | 10                | 3                 | 0                 | 1                 | 0                 | 1                 | 0                 | 31       | 10     | 4           | 0          |
| P. Dobrý         | 35                | 12                | 6                 | 0                 | 1                 | 0                 | 0                 | 0                 | 36       | 12     | 6           | 0          |
| H. Dogan         | 1                 | 0                 | 0                 | 0                 | 0                 | 0                 | 0                 | 0                 | 1        | 0      | 0           | 0          |
| H. Grieneisen    | 20                | 0                 | 2                 | 0                 | 1                 | 0                 | 0                 | 0                 | 21       | 0      | 2           | 0          |
| C. Hauptmann     | 4                 | 0                 | 0                 | 0                 | 0                 | 0                 | 0                 | 0                 | 4        | 0      | 0           | 0          |
| P. Heithölter    | 16                | 1                 | 3                 | 0                 | 1                 | 0                 | 1                 | 0                 | 17       | 1      | 4           | 0          |
| S. Henzler       | 8                 | 0                 | 0                 | 1                 | 1                 | 0                 | 0                 | 0                 | 9        | 0      | 0           | 1          |
| A. Horn          | 2                 | 0                 | 0                 | 0                 | 0                 | 0                 | 0                 | 0                 | 2        | 0      | 0           | 0          |
| M. Hummel        | 0                 | 0                 | 0                 | 0                 | 0                 | 0                 | 0                 | 0                 | 0        | 0      | 0           | 0          |
| S. Kühne         | 4                 | 0                 | 0                 | 0                 | 0                 | 0                 | 0                 | 0                 | 4        | 0      | 0           | 0          |
| B. Lindemann     | 34                | 4                 | 6                 | 0                 | 1                 | 0                 | 0                 | 0                 | 35       | 4      | 6           | 0          |
| M. Molata        | 34                | 9                 | 8                 | 1                 | 1                 | 0                 | 1                 | 0                 | 35       | 9      | 9           | 1          |
| M. Niedrig       | 33                | 5                 | 4                 | 1                 | 1                 | 0                 | 0                 | 0                 | 34       | 5      | 4           | 1          |
| M. Nielsen       | 3                 | 0                 | 0                 | 0                 | 0                 | 0                 | 0                 | 0                 | 3        | 0      | 0           | 0          |
| F. Paulus        | 22                | 0                 | 1                 | 0                 | 1                 | 0                 | 0                 | 0                 | 23       | 0      | 1           | 0          |
| H. Petersen      | 1                 | 0                 | 0                 | 0                 | 0                 | 0                 | 0                 | 0                 | 1        | 0      | 0           | 0          |
| T. Piorunek      | 23                | 2                 | 2                 | 0                 | 1                 | 0                 | 0                 | 0                 | 24       | 2      | 2           | 0          |
| H. Preuß         | 27                | 0                 | 2                 | 0                 | 0                 | 0                 | 0                 | 0                 | 27       | 0      | 2           | 0          |
| M. Rietpietsch   | 10                | 2                 | 2                 | 0                 | 0                 | 0                 | 0                 | 0                 | 10       | 2      | 2           | 0          |
| T. Rohwer        | 30                | 1                 | 5                 | 0                 | 1                 | 0                 | 0                 | 0                 | 31       | 1      | 5           | 0          |
| J. Sandmann      | 27                | 4                 | 8                 | 1                 | 1                 | 0                 | 0                 | 0                 | 28       | 4      | 8           | 1          |
| A. Spasskov      | 22                | 1                 | 3                 | 0                 | 0                 | 0                 | 0                 | 0                 | 22       | 1      | 3           | 0          |
| T. Tutas         | 11                | 0                 | 1                 | 0                 | 0                 | 0                 | 0                 | 0                 | 11       | 0      | 1           | 0          |
| M. Vass          | 0                 | 0                 | 0                 | 0                 | 0                 | 0                 | 0                 | 0                 | 0        | 0      | 0           | 0          |
| P. Würll         | 26                | 6                 | 2                 | 0                 | 1                 | 0                 | 0                 | 0                 | 27       | 6      | 2           | 0          |